# Фінал Кубка Іспанії з футболу 1914
Фінал Кубка Іспанії з футболу 1914 — футбольний матч, що відбувся 10 травня 1914 року. У ньому визначився 14-й переможець кубка Іспанії.

## Шлях до фіналу
| Атлетік   | Атлетік   | Атлетік                   | Раунд      | Еспанья             | Еспанья   | Еспанья                  |
| --------- | --------- | ------------------------- | ---------- | ------------------- | --------- | ------------------------ |
| Суперник  | Результат | Матчі                     |            | Суперник            | Результат | Матчі                    |
| Реал Віго | 14–3      | 11–0 вдома; 3–3 на виїзді | 1/2 фіналу | Сосьєдад Хімнастіка | 2–1       | 1–0 вдома; 1–1 на виїзді |

## Подробиці
| 10 травня 1914 |

| Атлетік (Більбао) | 2:1      | Еспанья (Барселона) |
| ----------------- | -------- | ------------------- |
| Суасо 20', 29'    | Протокол | Вільєна 88'         |

| Косторбе, Ірун Арбітр: Роуланд |

|  |  |

|    |  |                     |  |
|    |  |                     |  |
| В  |  | Сесіліо Ібаррече    |  |
| З  |  | Луїс Уртадо         |  |
| З  |  | Луїс Марія Солаун   |  |
| ПЗ |  | Луїс Ісета (к)      |  |
| ПЗ |  | Хосе Марія Белаусте |  |
| ПЗ |  | Естебан Егуя        |  |
| Н  |  | Рамон Белаусте      |  |
| Н  |  | Альфонсо Гонсалес   |  |
| Н  |  | Северіно Суасо      |  |
| Н  |  | Пічічі              |  |
| Н  |  | Герман Ечеваррія    |  |

|    |  |                      |  |
|    |  |                      |  |
| В  |  | Хуан Пуйг            |  |
| З  |  | Енріке Маріне        |  |
| З  |  | Пере Прат            |  |
| ПЗ |  | Крістобаль Сальво    |  |
| ПЗ |  | Ерменегільд Касельяс |  |
| ПЗ |  | Панталеон Сальво     |  |
| Н  |  | Хайме Вільєна        |  |
| Н  |  | Маріо Пассані        |  |
| Н  |  | Хайме Бельявіста     |  |
| Н  |  | Антоніо Баро         |  |
| Н  |  | Колетас              |  |